# Protaphis formosana
Protaphis formosana är en insektsart. Protaphis formosana ingår i släktet Protaphis och familjen långrörsbladlöss. Inga underarter finns listade i Catalogue of Life.